# Faouzi Benzarti
Faouzi Benzarti (فوزي البنزرتي) (Monastir, 3 de Janeiro de 1950), é um treinador de futebol tunisiano. Atualmente está sem clube.

## Carreira
Depois de seu envolvimento com o Étoile du Sahel em 2006, Benzarti transferido para Espérance Sportive de Tunis em junho de 2007, mas saiu para comandar a Seleção Líbia de Futebol. tendo estado no comando até 2009 e depois treinando a seleção da Tunísia meses depois. inclusive durante a Copa Africana de Nações de 2010.
Em 17 de maio de 2011, Benzarti assinou um contrato de dois anos com o Club Africain. no dia 26 de março de 2012, Faouzi Benzarti substitui o alemão  Bernd Krauss como treinador do Étoile Sportive du Sahel, além de retornar ao comando do Al-Sharjar. Ainda em 2013, acertou com o Raja Casablanca, onde a comandou durante o Mundial de Clubes de 2013. inclusive repetindo com essa equipe, repetindo o sucesso que o Mazembe, fez em 2010. onde venceu mais uma equipe brasileira, dessa vez o Atlético Mineiro e chegando a inédita participação do Futebol Marroquino.

## Títulos
Espérance
- Liga dos Campeões da CAF: 1994
- Supercopa Africana: 1994
- Campeonato Tunisiano: 1987, 1994, 2003, 2007 e 2009

Club Africain
- Campeonato Tunísiano: 1990

Etoile du Sahel
- Copa das Confederações da CAF : 2006, 2015.